# هاست‌گیتور
هاست‌گیتور (انگلیسی: HostGator) شرکت نرم‌افزار آمریکایی است، که در سال ۲۰۰۲ تأسیس شد.